# WPT Mors
WPT Mors – polski wojskowy wóz pogotowia technicznego powstały na bazie radzieckiego transportera opancerzonego MTLB, produkowany w dwóch wersjach rozwojowych od lat 80. XX wieku. Przeznaczony do ewakuacji z pola walki innych pojazdów wojskowych o masie całkowitej do 14 ton (między innymi BWP-1).
Mors dzięki swojemu wyposażeniu umożliwia również wykonywanie nieskomplikowanych prac naprawczo-remontowych na miejscu bez potrzeby odholowywania do jednostek remontowych. Pojazd może również pełnić funkcję wozu ewakuacji medycznej.

## Historia
Wóz pogotowia technicznego został opracowany w Polsce na bazie produkowanego na licencji przez Hutę Stalowa Wola (HSW), lecz nie używanego przez Wojsko Polskie transportera opancerzonego MTLB. Prace nad wozem pogotowia technicznego były prowadzone od 1978 roku w Ośrodku Badawczo-Rozwojowym Maszyn Ziemnych i Transportowych (OBRMZiT) przy HSW. Pojazd miał wyciągarkę o udźwigu 18 ton i lemiesz, a uzbrojenie stanowił karabin maszynowy PKT kalibru 7,62 mm w wieżyczce. Pojazd pływał w wodzie, podobnie jak standardowy MTLB, przy pomocy przewijania gąsienic. Na początku lat 80. powstał prototyp, a w 1982 roku zdecydowano przyjąć go na uzbrojenie jako WPT Mors. Od 1983 roku wyprodukowano 45 sztuk dla Wojska Polskiego.
OBRMZiT opracował ulepszony wóz pogotowia technicznego na bazie podwozia SPG-2 (szybkobieżne podwozie gąsienicowe) o polepszonej pływalności w stosunku do MTLB, posiadającego przebudowany kadłub i dwie śruby do napędzania  w wodzie. Pojazd otrzymał także bogatsze wyposażenie, w tym składany dźwig o udźwigu 1,5 tony, oraz wzmocnione uzbrojenie w postaci wielkokalibrowego karabinu maszynowego NSW kalibru 12,7 mm. Przyjęto go na uzbrojenie Wojska Polskiego pod nazwą Mors II i produkowano w latach 1986-1991.

## Konstrukcja
Konstrukcja pojazdu oparta jest na pływającym transporterze opancerzonym MTLB. Kadłub pojazdu spawany jest z blachy stalowej o grubości od 7 do 14 mm. Układ jezdny składa się z 6 par pojedynczych kół nośnych z bandażami gumowymi, mocowanych na wałkach skrętnych oraz 2 kół napędowych (z przodu) i 2 napinających (z tyłu). Załogę pojazdu tworzą trzy osoby: dowódca, który zajmuje miejsce z przodu pojazdu po prawej stronie, kierowca, po lewej stronie dowódcy i mechanik. Nad miejscem dowódcy umieszczona jest wieża z 12,7 mm karabinem maszynowym NSW z zapasem amunicji 500 sztuk. 
W skład wyposażenia specjalistycznego pojazdu wchodzi:
- urządzenie holujące z dwustronnym mechanizmem amortyzującym
- wciągarka główna o sile 60 kN
- żuraw hydrauliczny o udźwigu 15 kNm
- komplet narzędzi remontowych i urządzenia do spawania elektrycznego i gazowego
- lemiesz okopowy